# مليان (إب)
مليان هي إحدى قرى الجمهورية اليمنية. تتبع جغرافيا لمحافظة إب وإداريًا لمديرية يريم. يبلغ تعداد سكانها 2006 نسمة حسب الإحصاء الذي أجري عام 2004.